# Вход-изход
В информатиката Вход-изход (на английски: input/output I/O) се нарича общуването между система за обработка на информация като компютъра, и външния свят, бил той човек или друга информационна система. Входни се наричат сигналите или данните, получени от системата, а изходни са сигналите или данни, изпратени от нея. Входно-изходните устройства са вид периферни устройства, които се използват от хората или от други устройства за общуване  с компютъра. Например клавиатурата и мишката са входни устройства за компютъра, докато мониторите и принтерите са изходни. Устройствата за общуване между компютри, като модем и мрежова карта обикновено изпълняват и входни, и изходни операции.
Определянето на това дали едно устройство е входно или изходно зависи от гледната точка. Клавиатурата и мишката преобразуват физическите движения на потребителя във входни сигнали, разбираеми за компютъра; изходният сигнал на тези устройства представлява входен сигнал за компютъра. Подобно на тях, мониторите и принтерите приемат сигналите от компютъра като входни и ги превръщат във вид, разбираем за хората. От гледна точка на потребител човек, процесът на виждане и четене на техните резултати е входен сигнал. Взаимодействието между компютри и хора е предмет на дисциплината взаимодействие човек–компютър.
В дадена компютърна архитектура комбинацията от централен процесор и оперативна памет, от която процесорът може да чете и да записва инструкции, се счита за сърцевината на компютъра. Всеки пренос на информация към тях, например четене на данни от твърд диск, се счита за I/O операция.
|  | Тази страница частично или изцяло представлява превод на страницата Input/output в Уикипедия на английски. Оригиналният текст, както и този превод, са защитени от Лиценза „Криейтив Комънс – Признание – Споделяне на споделеното“, а за съдържание, създадено преди юни 2009 година – от Лиценза за свободна документация на ГНУ. Прегледайте историята на редакциите на оригиналната страница, както и на преводната страница, за да видите списъка на съавторите. ВАЖНО: Този шаблон се отнася единствено до авторските права върху съдържанието на статията. Добавянето му не отменя изискването да се посочват конкретни източници на твърденията, които да бъдат благонадеждни. |